# Personaggi di Watchmen

Gli Acchiappa-Crimini nel film Watchmen.

Questa è una lista dei personaggi di Watchmen, graphic novel pubblicata dalla DC Comics nel 1985.

## L'era dei Minutemen
I Minutemen erano un team di supereroi che si formò prima degli eventi narrati in Watchmen. Fu in azione dal 1939 e si sciolse dieci anni dopo (1949).

### Capitan Metropolis
Quando era un bambino, Nelson Gardner era cagionevole di salute e asmatico, ma anni di allenamento gli permisero di lasciarsi alle spalle i malanni e infine di giocare a football al college prima di arruolarsi nei Marines. In seguito adottò l'identità di Capitan Metropolis, e, usando le abilità acquisite nei Marine, cercò di sradicare il crimine organizzato nelle aree urbane. Nell'autunno del 1939, creò un team di supereroi chiamato i Minutemen che era composto da Gufo Notturno I, Spettro di Seta I, Giustizia Mascherata, Silhouette, il Comico, Falena e Dollar Bill. Era convinto infatti che l'unione delle forze fosse il modo più efficace per combattere il crimine.
Scontento di come il gruppo fosse più concentrato sulle apparizioni in pubblico che sulla vera lotta al crimine, i Minutemen vennero sciolti definitivamente da Capitan Metropolis stesso nel 1949. In seguito cercò di formare un'altra squadra, gli Watchmen, nella quale invitò Rorschach, Gufo Notturno II, Spettro di Seta II, il Dottor Manhattan, Ozymandias (Adrian Veidt) e il Comico, ma i suoi piani non andarono mai completamente in porto. Quando parlò durante la riunione con gli altri di affrontare le "malattie sociali" dell'America, il Comico lo sbeffeggiò di volere "travestirsi" e giocare a "cowboy e Indiani", ed accusò inoltre l'eroe di tentare di formare i Watchmen come mezzo per cercare gloria personale, cosa che Metropolis insistette nel dire non fosse vera; mentre gli altri possibili membri uscivano fuori, Metropolis li pregò di non andarsene, dicendogli che qualcuno doveva "salvare il mondo". Inoltre, sempre in quel periodo fece varie dichiarazioni razziste sugli ispanici e sugli afroamericani, che contribuirono all'aumento del disprezzo per i supereroi. Venne decapitato in un incidente automobilistico nel 1974.
Nel fumetto (Watchmen n. 9) viene anche suggerito che abbia avuto una relazione omosessuale con Giustizia Mascherata, e che perciò ci fosse bisogno di una finta relazione tra Sally Jupiter (Spettro di Seta I) e Giustizia Mascherata per non far sospettare alla gente qualsiasi tipo di rapporto, che avrebbe danneggiato di conseguenza l'immagine dei Minutemen.
È interpretato da Darryl Scheelar nel film del 2009 e da Jake McDorman nella miniserie televisiva del 2019.

### Giustizia Mascherata
Giustizia Mascherata (Hooded Justice), una gigantesca e imponente figura, la cui vera identità non viene rivelata in Watchmen ma che alcuni credono sia l'ex-sollevatore di pesi del circo Rolf Muller, è stato il primo dei vigilanti mascherati. Viene considerato un estremista; Hollis Mason racconta che, prima di Pearl Harbor, aveva dichiarato simpatia per le politiche naziste.
Nel corso della storia circola sempre l'idea che sia in realtà omosessuale; Giustizia Mascherata interrompe il tentativo del Comico di stuprare Spettro di Seta I prendendolo a pugni. La risposta di quest'ultimo insinua che Giustizia Mascherata abbia un'inclinazione per il sadismo omosessuale, e che il Comico si vendicherà per il suo intervento. Sally Jupiter, o Spettro di Seta I, si atteggiava a sua ragazza, ma questa si pensa sia una relazione finta messa su solo per evitare sentimenti omofobici contro i Minutemen.
Giustizia Mascherata scomparve quando i Minutemen vennero interrogati dalla Commissione per le attività antiamericane e non si rivide mai più; davanti alla commissione, egli fu l'unico a rifiutarsi di rispondere alle domande e rivelare la sua vera identità: ciò lascia che alcuni pensino sia una spia della Germania Est, sospetti accresciuti anche dall'origine tedesca di Rolf Muller, anch'esso scomparso. Nella storia si fa anche nascere l'ipotesi che sia stato ucciso dal Comico, come risultato per il rancore che questo nutriva verso di lui per aver interferito nel suo stupro di Sally Jupiter.
Nella serie a fumetti prequel "Before Watchmen" di Giustizia Mascherata non viene scoperta l'identità, se non che si tratti di una persona diversa da Rolf Muller ma come lui di origine tedesca. Giustizia Mascherata viene ucciso involontariamente da Nite Owl I a seguito del piano di vendetta orchestrato dal Comico.
Nel film, Watchmen è interpretato dall'attore Glenn Ennis. Nel sesto episodio della miniserie TV HBO Watchmen viene mostrato che Giustizia Mascherata è in realtà un poliziotto di colore sopravvissuto ai disordini razziali di Tulsa, che dipinge il contorno dei suoi occhi di bianco per apparire come un bianco. Nella miniserie ha una nipote di nome Angela che a sua volta diventa una vigilante mascherata con il nome di "Sorella Notte". È interpretato da Louis Gossett Jr. e doppiato da Angelo Nicotra nella versione italiana.

### Gufo Notturno I
Hollis Mason era un poliziotto che divenne un "avventuriero mascherato" dopo essere stato ispirato da un articolo del New York Gazette su Giustizia Mascherata. Dopo anni di partecipazione nei Minutemen, scrisse un libro dal titolo Sotto la maschera, che rivelò molto sui Minutemen, soprattutto il tentato stupro di Sally Jupiter (Spettro di Seta I) da parte del Comico. Dopo lo scioglimento dei Minutemen e la venuta del Dottor Manhattan, scelse di ritirarsi e iniziò a lavorare su macchine d'epoca, passando il suo costume ad un ammiratore, Dan Dreiberg, che sarebbe diventato Gufo Notturno II. In seguito, il giorno di Halloween del 1985, durante i disordini che scoppiarono dopo che Gufo Notturno II e Spettro di Seta II liberarono Rorschach dal carcere, una violenta gang di strada sotto l'effetto di stupefacenti attaccò Mason nella sua casa, scambiandolo per il Gufo Notturno attuale, e lo uccise in una delle scene più cruente del fumetto.

### Spettro di Seta I
Sally Juspeczyk è stata una cameriera e una ballerina burlesque prima di diventare una combattente del crimine su consiglio del suo agente (e futuro marito) Laurence Schexnayder. Spettro di Seta I subì un tentativo di stupro da parte del Comico fallito grazie all'intervento di Giustizia Mascherata. Un secondo incontro emotivamente turbolento con il Comico condusse alla nascita di sua figlia, Laurel, che diventerà Spettro di Seta II. Spettro di Seta I ha avuto un matrimonio tumultuoso con Schexnayder, da cui in seguito divorzierà. Si ritirò in seguito in una casa di riposo in California.

### Falena
È uno dei personaggi minori nella storia: Byron Lewis (vero nome di Falena) venne anch'egli interrogato dall'HUAC, ed ebbe difficoltà a chiarire la sua posizione. Questo è considerato il momento da cui è partito il suo alcolismo che lo condurrà in un manicomio. Egli appare solamente durante alcuni flashback, ad un certo punto anche in condizioni di fragile sanità mentale, mentre spaventa la seconda Spettro di Seta. Viene ricordato affettuosamente dalla maggior parte dei Minutemen, ed il primo Gufo Notturno invia il secondo a fargli visita, senza costume, a suo nome. Il personaggio è apparso nell'adattamento cinematografico del fumetto, interpretato dall'attore Niall Matter.

### Dollar Bill
Ex atleta, originario del Kansas, Dollar Bill era un supereroe sponsorizzato dalla National Bank Co. con un ruolo da testimonial. In seguito aderì al gruppo dei Minutemen, nel quale militò fino al 1947. Nel tentativo di impedire una rapina, rimase impigliato con il mantello nella porta girevole: i criminali lo uccisero sparandogli a bruciapelo. Hollis Mason, nel suo libro Sotto la maschera, lo descrive come un giovane onesto e amichevole, menzionando l'incidente che lo uccise per lamentarsi della stupidità dei costumi da supereroe. Curiosamente, le motivazioni chiaramente commerciali (identità pubblica, assunto da una banca) non vengono mai commentate dai suoi compagni o dalla generazione seguente di vigilanti che anzi sembrano tutti rispettarlo come valoroso eroe - compreso Rorschach, il quale condanna Ozymandias per la sua commercializzazione ma compiange Dollar Bill morto prematuramente.
Nel film Watchmen del 2009 è interpretato da Dan Payne.
Nel film The Specials, il personaggio di U.S. Bill venne originariamente chiamato Dollar Bill. Tuttavia la DC Comics non permise di utilizzare il nome per un personaggio supereroistico.

### Silhouette
Ursula Zandt (vero nome di Silhouette) divenne una combattente del crimine nel 1939 ed in seguito si unì ai Minutemen. Nel 1946 venne espulsa dal gruppo quando venne rivelato pubblicamente che era lesbica; sei settimane dopo lei e la sua amante furono uccise da un avversario in cerca di vendetta. Ella, ebrea che lasciò l'Austria a causa dell'ascesa del Nazismo, provocò problemi a Sally Jupiter riferendo delle sue origini polacche: Jupiter infatti spesso smentiva il fatto di essere cresciuta in Polonia. Insieme a Falena, è una dei personaggi dei Minutemen di cui si sa meno. Silhouette è apparsa nell'adattamento cinematografico del fumetto, interpretata dall'attrice Apollonia Vanova.

## L'era dei Watchmen/Acchiappa-Crimini
I seguenti personaggi formano il cast principale della serie Watchmen. Stettero in un'unica squadra solo brevemente sotto il nome di "Watchmen" (o gli "Acchiappa-Crimini"), un tentativo fallito di Capitan Metropolis nel 1966 di formare un gruppo che succedesse ai "Minutemen".

### Rorschach
Rorschach (Walter Kovacs), un esempio estremo di assolutismo morale, è inflessibile di fronte al "male": questo deve essere punito, qualunque sia il costo - nonostante ammetta semplicemente nel suo diario di "fare ciò che dobbiamo fare". Tuttavia, ironicamente, afferma che non ci sono assoluti morali o significati imposti dall'alto, che essi vengono tutti a crearsi nella mente degli individui. La sua solida avversione verso il crimine è eguagliata dalla sua totale mancanza di empatia per i criminali, che non tratta da esseri umani; il suo sdegno per il diritto convenzionale, per il governo e per la polizia lo portano a diventare un vigilante, poiché, nei suoi convincimenti, la legge non fa abbastanza per combattere il crimine. Mostra poco rispetto per la "morale tradizionale", disposto a prendere misure drastiche per raggiungere i suoi obiettivi, come la tortura o anche l'esecuzione di criminali. Il suo atteggiamento verso l'ordine pubblico, accoppiato con l'essere lettore del The New Frontiersman, rende chiaro che dà valore solamente a visioni fortemente espresse della società; tuttavia, il castigo del crimine è l'unica cosa rilevante per la sua crociata personale, ed è perciò l'unica cosa che esprime. Rorschach è determinato a non passare la sua vita da spettatore, perciò, come Batman, il crimine l'ha portato a diventare un crociato.
Nel caso di Rorschach, fu l'assassinio di Kitty Genovese (e l'inattività dei suoi vicini) che l'hanno ispirato a combattere il crimine. Kovacs modellò una maschera a partire da un pezzo di un vestito che egli scelse di credere appartenesse a Genovese, la sua trama bianca e nera unica e in movimento prese origine da un materiale speciale creato dal Dr. Manhattan. La divisione chiara tra il bianco e il nero nella maschera riflette la visione assolutistica di Rorschach: le cose sono o giuste o sbagliate, bianche o nere; non ci sono vie di mezzo, nessuna "area grigia". Egli divenne un avventuriero in costume che delegava la scelta della pena al sistema giudiziario, finché una delle sue indagini lo portò a scoprire il brutale omicidio di una bambina. La ragazzina era stata macellata e data in pasto a due pastori tedeschi dal suo rapitore. Questo atto atroce modificò il modus operandi di Rorschach: non più soddisfatto di fermare semplicemente i crimini, Rorschach decise che avrebbe anche scelto la punizione, mentre prima si accontentava di lasciare semplicemente i perpetratori dei crimini legati ed imbavagliati pronti per essere trovati dalla polizia. Questo evento è descritto come il punto in cui Walter Kovacs (che "fingeva di essere Rorschach") muore e nasce il vero Rorschach. Le leggi non interessano più a Rorschach, e difatti lui è l'unico avventuriero mascherato che continua ad operare senza l'approvazione del governo dopo la ratifica del Decreto Keene. Il suo atteggiamento nei confronti del Decreto Keene è stato esemplificato nell'uccisione da parte sua di un noto stupratore seriale: egli in seguito ha depositato il corpo di fronte ad una stazione di polizia con una nota attaccata ad esso, che recitava "MAI!".

### Gufo Notturno II
Gufo Notturno II, una sorta di recluso, ha un grande interesse per l'ornitologia che si manifesta in alcune delle sue invenzioni, che sono in qualche modo in relazione ai gufi. Emancipato dalla propria famiglia d'origine, s'impegna per trovare uno scopo nella vita, rimanendo affascinato dall'idea di poter essere un combattente mascherato del crimine. Egli ammette di avere una venerazione per le gesta del primo Gufo Notturno ed è anche abbastanza preso da concetti fanciulleschi quali nobiltà e avventura. Tuttavia, non ha un obiettivo definito, come ad esempio quello di Rorschach, ed è spesso oggetto d'influenze esterne, basandosi spesso su quello che gli altri gli dicono di fare piuttosto che seguire i suoi desideri. Dreiberg sembra, tra tutti gli eroi, quello che meglio rappresenta l'uomo qualunque, il pragmatista guidato da standard etici "ballerini", che mira al bene definitivo ma anche disposto a compromessi. In più, i suoi propositi di lotta al crimine riflettono chiaramente l'inefficienza degli eroi in maschera del suo mondo, sebbene spenda grandi somme di denaro per realizzare la creazione di veicoli ed indumenti adatti ad affrontare scontri cruenti e temperature sotto lo zero, invisibili ai radar, ecc. che, perlopiù, troveranno applicazione per affrontare entità che lui stesso identificherà come "prostitute" e "borseggiatori". Quando però lui, Spettro di Seta e Rorschach (in particolare lui e Rorschach) si ritroveranno a smascherare il responsabile che è dietro gli eventi recenti, tutte le sue invenzioni si riveleranno preziose per la ricerca e l'impresa conseguente. Inoltre, durante il corso della storia si fidanza romanticamente con Laurie Juspeczyk, la seconda Spettro di Seta.

### Spettro di Seta II
Laurel (Laurie) Juspeczyk, un'eroina riluttante, venne spinta a questo da sua madre, la prima Spettro di Seta, che era stata una combattente del crimine di successo prima della nascita di sua figlia. Termina abbastanza malvolentieri una relazione con il Dottor Manhattan. Nel corso della storia diviene sempre più turbata dal distacco di Manhattan per l'umanità, e dopo la loro rottura, il Dr. Manhattan lascia la Terra. Nel finale, gioca un ruolo cardine nel far capire a Dr. Manhattan il valore della vita umana. Inoltre in seguito si fidanza con Dan Dreiberg, il secondo Gufo Notturno. Nella miniserie televisiva viene anche nominata, in seguito, come la Comica (Comedienne), un agente FBI dell'unità operativa anti vigilanti di Tulsa.

### Dottor Manhattan
Un tempo fisico nucleare, Jon Osterman si trasformò in qualcosa di non-umano a seguito di un incidente relativo ai campi intrinseci: egli è l'unico personaggio in Watchmen che abbia dei superpoteri (eccetto forse quei personaggi con poteri psichici a cui si allude nella storia e lo straordinario intelletto di Ozymandias). Con lo svolgersi della serie, diventa sempre più distaccato dall'umanità nella sua totalità: con il procedere della narrazione infatti rinnega qualsiasi interesse negli affari umani e respinge la validità di qualsiasi concetto di moralità (ad esempio abbandona gradualmente i vestiti). La sua capacità di vedere il mondo al di fuori del tempo lo porta ad abbracciare il determinismo. Il Dottor Manhattan viene identificato come una specie di figura divina con l'avanzare della storia. Dopo la sua presunta morte e la sua "ricomposizione", acquista una semi-onniscienza (conosce solo il suo futuro, ma non quello degli altri) e poteri sostanzialmente illimitati (controllo delle molecole a livello sub-atomico). In una delle scene finali cammina sull'acqua e abbandona la Terra per creare vita da qualche altra parte. A causa di questi poteri "divini", ha problemi ad avere relazioni normali con gli esseri umani: egli personifica la prevalenza dell'intelletto sull'emozione. A causa del suo distacco e della sua filosofia in un certo senso nichilista, è denigrato da alcuni personaggi nel corso di Watchmen.

### Comico
Il Comico è l'unico membro dei Watchmen che è stato affiliato anche con i Minutemen, con l'eccezione di Capitan Metropolis. Egli ha un punto di vista sulla vita altamente cinico e nichilista e crede che la maggior parte delle persone non sia in grado di modificare le realtà geo-politiche. Il Comico è spesso motivato solamente dai suoi desideri: tende ad agire sempre autonomamente, schierandosi con gli altri solamente se le loro motivazioni sono simili alle sue. Probabilmente sadico, il Comico si impegna in attività violente come lo stupro (nonostante sia un'azione imperdonabile, egli cercò - e fallì - di farlo "una volta sola" - cosa che Rorschach descrive come "lapsus morale") e diviene un agente del governo durante la Guerra del Vietnam. Verso la fine del suo servizio in Vietnam, venne attaccato e ferito da una donna việtnamita che era incinta di un bambino (che viene fortemente additato essere del Comico, anche se non viene mai rivelato): infuriata quando il Comico dichiara la sua intenzione di lasciarla per tornare negli Stati Uniti, squarcia la sua faccia con un pezzo di vetro di bottiglia rotto. Come rappresaglia, il Comico la uccide con colpo di pistola, un evento di cui è stato testimone il Dr. Manhattan. La ferita del Comico si rimarginò malamente e lo lasciò con una grande cicatrice lungo la guancia destra, dall'angolo della bocca all'angolo esterno del suo occhio destro.
Il Comico cercò di stuprare Sally Jupiter, l'originale Spettro di Seta, ed in seguito ebbe una breve storia con lei durante la quale divenne padre di una bambina, Laurie, la seconda Spettro di Seta.
All'inizio, le sue azioni "moralmente corrette" quando combatte il crimine sono opposte alla sua brusca e crudele personalità, che lo dipinge come una persona mancante di empatia per gli altri. Tuttavia le sue azioni dopo la scoperta dell'"Isola Aliena" di Ozymandias indicano che il Comico non è solamente un egoista egocentrico, ma qualcuno preoccupato per il bene di molti. La sua condotta potrebbe denotare una convinzione nell'utilitarismo, suggerendo che, nel caso della Guerra in Vietnam, la sua condotta violenta era giustificabile (nella sua mente) poiché stava agendo per il suo governo e per gli Stati Uniti tutti.
Durante l'investigazione solitaria di Rorschach sulla morte di Edward Blake, egli scopre che Blake era l'identità segreta del Comico.

## Antagonisti

### Ozymandias
Ozymandias sembra essere apparentemente il membro più "buono" dell'intero cast di Watchmen, nonostante sia un intellettuale elitario che crede nell'utilitarismo ed è disposto ad uccidere milioni di innocenti nel tentativo di preservare le vite di miliardi di altre persone. Come Rorschach si crede esente dalle limitazioni imposte dalle tradizionali norme di comportamento e si pone al di là dell'esperienza umana normale. La sua condotta e la sua autostima indicano che potrebbe essere un megalomane, sebbene la sua idolatria per Alessandro Magno lo porta a "sentirsi inferiore". Neanche la sua filantropia, le sue invenzioni, o le ingenti speculazioni d'affari da milioni di dollari possono appagare i suoi desideri di grandezza. Questo assetto lo induce a tenere un atteggiamento apparentemente spietato e insensibile per le vite delle persone "ordinarie" (nonostante in seguito riveli al Dr. Manhattan d'accollarsi interamente la responsabilità della propria terribile colpa). La velocità di ragionamento e reazione del suo intelletto lo porta ad essere anche un abilissimo combattente, in grado di calcolare perfettamente la mossa migliore da attuare.
Ozymandias si ritirò dall'attività supereroistica alcuni anni prima del Decreto Keene per iniziare a costruire il suo "impero": accumulò un'enorme fortuna grazie alla sua intelligenza e utilizzò questi soldi per finanziare i suoi piani.

### Moloch
Moloch, il cui vero nome è Edgar William Jacobi, fu un boss criminale dagli anni quaranta fino ai sessanta, quando gestì una casa di tolleranza sotterranea e costruì un'arma a specchio solare come parte dei suoi piani criminali. Nel corso della sua carriera criminale, si scontrò con Gufo Notturno (sia con il primo che con il secondo), con Ozymandias, con il Comico, con il Dottor Manhattan e con Rorschach. Venne infine catturato e passò gli anni settanta in prigione, dove si convertì al Cristianesimo e abbandonò la sua vita da criminale. Ad un certo punto durante quel periodo, lavorò per la Dimensional Developments, dove contrasse un tumore. Dopo essere stato scarcerato, visse da solo a New York, fino al suo omicidio nel 1985, facente parte del piano malvagio di Ozymandias, quando Jacobi venne ucciso da un colpo alla testa. Rorschach trovò il corpo morto di Jacobi con il proiettile ancora nella fronte, e venne incastrato e accusato per l'omicidio dell'ex supercriminale.
Nel film Watchmen, Moloch è interpretato dall'attore Matt Frewer (o da Mike Carpenter da giovane) e con la voce italiana di Oliviero Dinelli.